# Вилятино
Вилятино (бел. Віляціна) — обезлюдевшая деревня в Березинском районе Минской области Беларуси. Входит в состав Богушевичского сельсовета.

## География
Деревня находится в восточной части Минской области, на правом берегу реки Центрицы (правый приток Березины), к востоку от автодороги Н-8000, на расстоянии приблизительно 12 километров (по прямой) к юго-западу от города Березино, административного центра района. Абсолютная высота — 166 метров над уровнем моря. Площадь населённого пункта — 0,0531 км².

## История
В 1897 году входила в состав Игуменского уезда Минской губернии, насчитывалось 10 дворов и 75 жителей.
По состоянию на 1909 год, в Велятине имелось 10 дворов и проживало 147 человек. В административном отношении деревня входила в состав Якшитской волости.
В 1933 году, в ходе проведения коллективизации, включена в состав колхоза «Красная Зорька».

## Население
По данным переписи 2019 года, постоянное население в деревне отсутствовало.
| Год  | Население, человек |
| ---- | ------------------ |
| 1897 | 75                 |
| 1909 | ↗ 147              |
| 1917 | ↗ 151              |
| 2009 | ↘ 0                |
| 2019 | 0                  |